# Madhumala Chattopadhyay
Madhumala Chattopadhyay (ur. 16 marca 1961) – indyjska antropolog.

## Życiorys
Kształciła się na Uniwersytecie w Kalkucie, gdzie uzyskała bakalaureat z antropologii. Jej praca była zatytułowana Genetic Study among the Aborigines of the Andaman.
W latach 90. XX wieku brała udział w wyprawach badawczych, prowadzonych przez antropologów z Anthropological Survey of India (AnSI) w celu nawiązania przyjaznego kontaktu z ludem Sentinelczyków. Stała się pierwszą antropolożką i w ogóle pierwszą kobietą, która nawiązała kontakt z nieprzyjaznymi wobec obcych Sentinelczykami. Przez sześć lata badała ludy pierwotne zamieszkujące Andamany i Nikobary.
Jest autorką książki Tribes of Car Nicobar (2001), fundamentalnego dzieła encyklopedycznego. Jej dorobek obejmuje także 20 artykułów naukowych na temat ludności Andamanów i Nikobarów.
Podjęła pracę w Ministerstwie Sprawiedliwości Społecznej i Równego Statusu.

## Publikacje
- T. N. Pandit, M. Chattopadhyay. (1989). Meeting the Sentinel Islanders: The Least Known of the Andaman Hunter-Gatherers. „Journal of the Indian Anthropological Society” 24:169–178.
- M. Chattopadhyay. (2001). Tribes of Car Nicobar.